# Cyclops restrictus
Cyclops restrictus – gatunek widłonoga z rodziny Cyclopidae, nazwa naukowa gatunku została po raz pierwszy opublikowana w 1948 roku przez szwedzkiego zoologa Knuta Lindberga.